# Czerteż (Pieniny)
Czerteż (774 m) – szczyt w Pieninach Właściwych będący najwyższym szczytem w grani Pieninek. Znajduje się w ich grani pomiędzy Czertezikiem (772 m) i Ociemnym Wierchem (740 m), od którego oddziela go przełęcz Burzana (724 m). Północne zbocza Czerteża opadają do Dunajca, południowe zaś do głębokiej i dzikiej doliny Pienińskiego Potoku. Dawniej nazywany też Czertezem lub Czertezym. Nazwa pochodzi od pobliskiej, zarośniętej już lasem polany i jest pochodzenia ruskiego. W języku Łemków słowo czerteż, czertiż oznacza wyrąb.
Szczyt zbudowany jest z wapieni krynoidowych, jest zalesiony, a od południowej strony podcięty stromym urwiskiem o wysokości ok. 170 m. Urwiska te porośnięte są reliktowymi okazami sosny zwyczajnej, której wiek przekracza 100 lat, a wysokość wynosi ok. 5–8 m. Prócz niej występuje tam murawowy zespół kostrzewy bladej. Ze szczytu rozciąga się widok na Sokolicę, Masyw Trzech Koron i Pieniński Przełom Dunajca.
Czerteż znajduje się w Pienińskim Parku Narodowym w granicach Krościenka nad Dunajcem, w województwie małopolskim, w powiecie nowotarskim.

## Szlaki turystyczne
Przez skalisty szczyt i grań Czerteża prowadzi niebieski szlak turystyczny zwany Sokolą Percią. Niebezpieczne i trudne jego odcinki w grani Czerteża ubezpieczone są metalowymi barierkami. Turyści nielubiący skalnej wspinaczki i przepaścistych widoków mogą ominąć szczyt Czerteża zielonym szlakiem, który wygodną leśną ścieżka trawersuje północne zbocza Czerteża od przełęczy Burzana po przełęcz pomiędzy Czerteżem i Czertezikiem.
 ze Szczawnicy odcinkiem Drogi Pienińskiej przez przewóz promowy (Nowy Przewóz) na drugą stronę Dunajca. Dalej Sokolą Percią przez Sokolicę, Czertezik i Czerteż na Bajków Groń.
 – zielony z Krościenka na przełęcz Burzana, dalej północnymi zboczami Czerteża na przełęcz pod Czertezikiem.